# Chelsea Boots (banda)
Chelsea Boots es un grupo musical formado en Madrid, España, en noviembre de 2014.  
Su música, claramente influenciada por el rock anglosajón y la música negra, es generalmente definida como rock alternativo. Actualmente sus componentes son: Santi Isla como vocalista, guitarrista y teclista; Martín Mosquera como batería y percusionista; Ferri (Daniel Ferrandis) con guitarra solista y Dani Núñez al bajo y teclados.

## Nombre de la banda
El nombre Chelsea Boots hace referencia a la escena británica de los años 60 y al tipo de botas que calzaron aquellas míticas bandas que tanto influenciaron el sonido del grupo en sus orígenes.

## Premios y reconocimientos
- Ganadores del Mad Cool Talent 2017.[4]
- En su número de enero de 2019, la revista Vogue (España) incluye a Chelsea Boots dentro de la generación que agita 2019.

## Miembros
Miembros actuales
- Martin Mosquera: batería y percusión (2014-presente)
- Daniel Nuñez: productor, bajo, teclados y coros (2014-presente)
- Daniel Ferrandis (Ferri): voz y guitarra (2014-presente)

Exmiembros
Santi Isla: voz, guitarra y teclados (2014-2022)

## Discografía
Álbumes de estudio:
- 2018: Guilty Pleasure (Universal Music)

### Guilty Pleasure (2018)
| Título                      | Duración |
| Dreams die on the road      | 3:32     |
| DWCME                       | 3:08     |
| This roof is burning        | 3:28     |
| Pressure                    | 3:23     |
| Let ir Rain                 | 4:30     |
| Guilty Pleasure             | 3:26     |
| Dandelion skies             | 4:44     |
| Love on me                  | 2:25     |
| Pretty Stranger             | 3:43     |
| River                       | 4:08     |
| Fade to Black               | 4:04     |
| I hate discos (Bonus track) | 3:40     |
| Natalie (Bonus track)       | 4:26     |